# 佐川站 (釜山地鐵)
佐川站（：／ Jwacheon yeok */?）是釜山地鐵1號線沿線的一座地下車站，位於韓國釜山廣域市東區佐川洞。此站與東海線的同名車站佐川站距離超過20公里，無法直接轉乘。

## 車站結構
站體為2面2線側式月台的地下車站，候車月台設有月台幕門，並有8處出口。
本站無法轉乘對向列車。

### 月台配置
| 釜山鎮 ↑ |
| \| 上    |
| ↓ 凡一   |

| 月台 | 路線               | 目的地                         |
| ---- | ------------------ | ------------------------------ |
| 上行 | ●釜山都市铁道1号线 | 多大浦海水浴場方向             |
| 下行 | ●釜山都市铁道1号线 | 蓮山、東萊、釜山大學、老圃方向 |

## 歷史
- 1987年5月15日：佐川洞站（좌천동역）落成啟用。
- 2010年2月24日：改為現在名稱。

## 車站周邊
- 日新基督教醫院
- 奉生醫院
- 佐川洞郵局
- 佐川洞教會
- 釜山鎮教會
- 錦城中學
- 南門市場
- 釜山鎮市場

## 相鄰車站
釜山交通公社
●釜山都市铁道1号线
釜山鎮（115）－佐川（116）－凡一（117）